# Onzième district congressionnel de Géorgie
Le 11e district congressionnel de Géorgie est un district de l'État américain de Géorgie. Le district est actuellement représenté par le Républicain Barry Loudermilk. Les limites du district ont été redessinées à la suite du recensement de 2010, qui a accordé un siège supplémentaire à la Géorgie. Le district fut a nouveau redessiné en 2023, effectif pour le cycle 2024.
Situé dans la partie nord-ouest de la région métropolitaine d'Atlanta, le district couvre l'intégralité des comtés de Bartow, Gordon et Pickens, ainsi que le nord-ouest et le centre du Comté de Cherokee et une partie du nord du Comté de Cobb. Il comprend Adairsville, Calhoun, Canton, Cartersville, Kennesaw, Woodstock et la majorité de Marietta.
Après 2023, le district n'inclut plus le nord du Comté de Fulton.

## Géographie
| #   | Comté    | Siège        | Population |
| --- | -------- | ------------ | ---------- |
| 15  | Bartow   | Cartersville | 115 041    |
| 57  | Cherokee | Canton       | 286 602    |
| 67  | Cobb     | Marietta     | 776 743    |
| 227 | Pickens  | Jasper       | 35 969     |

### Villes de 10 000 habitants ou plus
- Marietta - 60 972
- Smyrna - 55 663
- Woodstock - 35 065
- Kennesaw - 33 036
- Canton - 32 973
- Cartersville - 23 187
- Acworth - 22 440
- Holly Springs - 16 213
- Vinings - 12 581

### Villes de 2 500 à 10 000 habitants
- Fair Oaks - 9 028
- Adairsville - 4 878
- Euharlee - 4 268
- Jasper - 4 084

## Historique
| Année | Poste     | Résults                |
| ----- | --------- | ---------------------- |
| 2000  | Président | Bush 66,0 % – 35,0 %   |
| 2004  | Président | Bush 71,0 % – 29,0 %   |
| 2008  | Président | McCain 64,3 % – 34,7 % |
| 2012  | Président | Romney 65,4 % – 35,6 % |
| 2016  | Président | Trump 60,3 % – 35,3 %  |
| 2020  | Président | Trump 57,0 % – 42,0 %  |

## Liste des Représentants du district
| Membre                              | Parti       | Années                          | Congrès            | Histoire électorale | Zone géographique |
| ----------------------------------- | ----------- | ------------------------------- | ------------------ | --- | --- |
| District établit le 4 mars 1893     |             |                                 |                    | | |
| Henry G. Turner (en)                | Démocrate   | 4 mars 1893 - 3 mars 1897       | 53e , 54e          | Redécoupage depuis le 2e district et réélu en 1892. Réélu en 1894.                                                                               | 1893–1913 |
| William G. Brantley (en)            | Démocrate   | 4 mars 1897 - 3 mars 1913       | 55e - 62e          | Élu en 1896. Réélu en 1898. Réélu en 1900. Réélu en 1902. Réélu en 1904. Réélu en 1906. Réélu en 1908. Réélu en 1910.                            | 1893–1913 |
| John R. Walker (en)                 | Démocrate   | 4 mars 1913 - 3 mars 1919       | 63e - 65e          | Élu en 1912. Réélu en 1914. Réélu en 1916. Retrait.                                                                                              | 1913–1933 |
| William C. Lankford (en)            | Démocrate   | 4 mars 1919 - 3 mars 1933       | 66e - 72e          | Élu en 1918. Réélu en 1920. Réélu en 1922. Réélu en 1924. Réélu en 1926. Réélu en 1928. Réélu en 1930.                                           | 1913–1933 |
| District supprimé le 3 mars 1933    |             |                                 |                    | | |
| District rétablit le 3 janvier 1993 |             |                                 |                    | | |
| Cynthia McKinney                    | Démocrate   | 3 janvier 1993 - 3 janvier 1997 | 103e - 104e        | Élue en 1992. Réélue en 1994. Redécoupage vers le 4e district.                                                                                   | 1993–2003 |
| John Linder (en)                    | Républicain | 3 janvier 1997 - 3 janvier 2003 | 105e - 107e        | Redécoupage depuis le 4e district et réélu en 1996. Réélu en 1998. Réélu en 2000. Redécoupage vers le 7e district.                               | 1993–2003 |
| Phil Gingrey (en)                   | Républicain | 3 janvier 2003 - 3 janvier 2015 | 108-113108e - 113e | Élu en 2002. Réélu en 2004. Réélu en 2006. Réélu en 2008. Réélu en 2010. Réélu en 2012. Retrait pour se présenter comme Sénateur des États-Unis. | 2003–2009 Chattooga, Floyd, Haralson, Heard, Meriwether, Polk, Talbot ainsi qu'une partie des comtés de Bartow, Carroll, Cobb, Coweta, Douglas, Harris, Muscogee, Paulding, Troup et Upson. |
| Phil Gingrey (en)                   | Républicain | 3 janvier 2003 - 3 janvier 2015 | 108-113108e - 113e | Élu en 2002. Réélu en 2004. Réélu en 2006. Réélu en 2008. Réélu en 2010. Réélu en 2012. Retrait pour se présenter comme Sénateur des États-Unis. | 2009–2013 Bartow, Chattooga, Floyd, Haralson et Polk ainsi qu'une partie des comtés de Talbot, Carroll, Cobb et Gordon.                                                                     |
| Phil Gingrey (en)                   | Républicain | 3 janvier 2003 - 3 janvier 2015 | 108-113108e - 113e | Élu en 2002. Réélu en 2004. Réélu en 2006. Réélu en 2008. Réélu en 2010. Réélu en 2012. Retrait pour se présenter comme Sénateur des États-Unis. | 2013–PrésentComtés de Bartow et Cherokee et des parties des Comtés de Cobb et Fulton |
| Barry Loudermilk                    | Républicain | 3 janvier 2015 - Présent        | 114e - 118e        | Élu en 2014. Réélu en 2016. Réélu en 2018. Réélu en 2020. Réélu en 2022.                                                                         | |

## Résultats des récentes élections
Voici les résultats des dix précédents cycles électoraux dans le district.

### 2004
| Élection de 2004 du 11e district congressionnel de Géorgie | Élection de 2004 du 11e district congressionnel de Géorgie | Élection de 2004 du 11e district congressionnel de Géorgie | Élection de 2004 du 11e district congressionnel de Géorgie | Élection de 2004 du 11e district congressionnel de Géorgie |
| ---------------------------------------------------------- | ---------------------------------------------------------- | ---------------------------------------------------------- | ---------------------------------------------------------- | ---------------------------------------------------------- |
| Parti                                                      | Parti                                                      | Candidat                                                   | Votes                                                      | %                                                          |
|                                                            | Républicain                                                | Phil Gingrey (en) (sortant)                                | 120 696                                                    | 57,40                                                      |
|                                                            | Démocrate                                                  | Rick Crawford                                              | 89 591                                                     | 42,60                                                      |
| Total des votes                                            | Total des votes                                            | Total des votes                                            | 210 287                                                    | 100%                                                       |
|                                                            | Les Républicains conservent                                |                                                            |                                                            |                                                            |

### 2006
| Élection de 2006 du 11e district congressionnel de Géorgie | Élection de 2006 du 11e district congressionnel de Géorgie | Élection de 2006 du 11e district congressionnel de Géorgie | Élection de 2006 du 11e district congressionnel de Géorgie | Élection de 2006 du 11e district congressionnel de Géorgie |
| ---------------------------------------------------------- | ---------------------------------------------------------- | ---------------------------------------------------------- | ---------------------------------------------------------- | ---------------------------------------------------------- |
| Parti                                                      | Parti                                                      | Candidat                                                   | Votes                                                      | %                                                          |
|                                                            | Républicain                                                | Phil Gingrey (en) (sortant)                                | 118 524                                                    | 71.1                                                       |
|                                                            | Démocrate                                                  | Patrick Pillion                                            | 48 261                                                     | 28,9                                                       |
| Total des votes                                            | Total des votes                                            | Total des votes                                            | 166 785                                                    | 100%                                                       |
|                                                            | Les Républicains conservent                                |                                                            |                                                            |                                                            |

### 2008
| Élection de 2008 du 11e district congressionnel de Géorgie | Élection de 2008 du 11e district congressionnel de Géorgie | Élection de 2008 du 11e district congressionnel de Géorgie | Élection de 2008 du 11e district congressionnel de Géorgie | Élection de 2008 du 11e district congressionnel de Géorgie |
| ---------------------------------------------------------- | ---------------------------------------------------------- | ---------------------------------------------------------- | ---------------------------------------------------------- | ---------------------------------------------------------- |
| Parti                                                      | Parti                                                      | Candidat                                                   | Votes                                                      | %                                                          |
|                                                            | Républicain                                                | Phil Gingrey (en) (sortant)                                | 204 082                                                    | 68,2                                                       |
|                                                            | Démocrate                                                  | Bud Gammon                                                 | 95 220                                                     | 31,8                                                       |
| Total des votes                                            | Total des votes                                            | Total des votes                                            | 299 302                                                    | 100%                                                       |
|                                                            | Les Républicains conservent                                |                                                            |                                                            |                                                            |

### 2010
| Élection de 2010 du 11e district congressionnel de Géorgie | Élection de 2010 du 11e district congressionnel de Géorgie | Élection de 2010 du 11e district congressionnel de Géorgie | Élection de 2010 du 11e district congressionnel de Géorgie | Élection de 2010 du 11e district congressionnel de Géorgie |
| ---------------------------------------------------------- | ---------------------------------------------------------- | ---------------------------------------------------------- | ---------------------------------------------------------- | ---------------------------------------------------------- |
| Parti                                                      | Parti                                                      | Candidat                                                   | Votes                                                      | %                                                          |
|                                                            | Républicain                                                | Phil Gingrey (en) (sortant)                                | 163 515                                                    | 100%                                                       |
|                                                            | Les Républicains conservent                                |                                                            |                                                            |                                                            |

### 2012
| Élection de 2012 du 11e district congressionnel de Géorgie | Élection de 2012 du 11e district congressionnel de Géorgie | Élection de 2012 du 11e district congressionnel de Géorgie | Élection de 2012 du 11e district congressionnel de Géorgie | Élection de 2012 du 11e district congressionnel de Géorgie |
| ---------------------------------------------------------- | ---------------------------------------------------------- | ---------------------------------------------------------- | ---------------------------------------------------------- | ---------------------------------------------------------- |
| Parti                                                      | Parti                                                      | Candidat                                                   | Votes                                                      | %                                                          |
|                                                            | Républicain                                                | Phil Gingrey (en) (sortant)                                | 196 968                                                    | 68,6                                                       |
|                                                            | Démocrate                                                  | Patrick Thompson                                           | 90 353                                                     | 31,4                                                       |
| Total des votes                                            | Total des votes                                            | Total des votes                                            | 287 321                                                    | 100%                                                       |
|                                                            | Les Républicains conservent                                |                                                            |                                                            |                                                            |

### 2014
| Élection de 2014 du 11e district congressionnel de Géorgie | Élection de 2014 du 11e district congressionnel de Géorgie | Élection de 2014 du 11e district congressionnel de Géorgie | Élection de 2014 du 11e district congressionnel de Géorgie | Élection de 2014 du 11e district congressionnel de Géorgie |
| ---------------------------------------------------------- | ---------------------------------------------------------- | ---------------------------------------------------------- | ---------------------------------------------------------- | ---------------------------------------------------------- |
| Parti                                                      | Parti                                                      | Candidat                                                   | Votes                                                      | %                                                          |
|                                                            | Républicain                                                | Barry Loudermilk                                           | 161 532                                                    | 100%                                                       |
|                                                            | Les Républicains conservent                                |                                                            |                                                            |                                                            |

### 2016
| Élection de 2016 du 11e district congressionnel de Géorgie | Élection de 2016 du 11e district congressionnel de Géorgie | Élection de 2016 du 11e district congressionnel de Géorgie | Élection de 2016 du 11e district congressionnel de Géorgie | Élection de 2016 du 11e district congressionnel de Géorgie |
| ---------------------------------------------------------- | ---------------------------------------------------------- | ---------------------------------------------------------- | ---------------------------------------------------------- | ---------------------------------------------------------- |
| Parti                                                      | Parti                                                      | Candidat                                                   | Votes                                                      | %                                                          |
|                                                            | Républicain                                                | Barry Loudermilk (sortant)                                 | 217 935                                                    | 67,4                                                       |
|                                                            | Démocrate                                                  | Don Wilson                                                 | 105 383                                                    | 32,6                                                       |
| Total des votes                                            | Total des votes                                            | Total des votes                                            | 323 318                                                    | 100%                                                       |
|                                                            | Les Républicains conservent                                |                                                            |                                                            |                                                            |

### 2018
| Élection de 2018 du 11e district congressionnel de Géorgie | Élection de 2018 du 11e district congressionnel de Géorgie | Élection de 2018 du 11e district congressionnel de Géorgie | Élection de 2018 du 11e district congressionnel de Géorgie | Élection de 2018 du 11e district congressionnel de Géorgie |
| ---------------------------------------------------------- | ---------------------------------------------------------- | ---------------------------------------------------------- | ---------------------------------------------------------- | ---------------------------------------------------------- |
| Parti                                                      | Parti                                                      | Candidat                                                   | Votes                                                      | %                                                          |
|                                                            | Républicain                                                | Barry Loudermilk (sortant)                                 | 191 887                                                    | 61,8                                                       |
|                                                            | Démocrate                                                  | Flynn D. Broady                                            | 118 653                                                    | 38,2                                                       |
| Total des votes                                            | Total des votes                                            | Total des votes                                            | 310 540                                                    | 100%                                                       |
|                                                            | Les Républicains conservent                                |                                                            |                                                            |                                                            |

### 2020
| Élection de 2020 du 11e district congressionnel de Géorgie | Élection de 2020 du 11e district congressionnel de Géorgie | Élection de 2020 du 11e district congressionnel de Géorgie | Élection de 2020 du 11e district congressionnel de Géorgie | Élection de 2020 du 11e district congressionnel de Géorgie |
| ---------------------------------------------------------- | ---------------------------------------------------------- | ---------------------------------------------------------- | ---------------------------------------------------------- | ---------------------------------------------------------- |
| Parti                                                      | Parti                                                      | Candidat                                                   | Votes                                                      | %                                                          |
|                                                            | Républicain                                                | Barry Loudermilk (sortant)                                 | 245 256                                                    | 60,4                                                       |
|                                                            | Démocrate                                                  | Dana Barrett                                               | 160 623                                                    | 39,6                                                       |
| Total des votes                                            | Total des votes                                            | Total des votes                                            | 405 882                                                    | 100%                                                       |
|                                                            | Les Républicains conservent                                |                                                            |                                                            |                                                            |

### 2022
| Primaire Républicaine de 2022 du 11e district congressionnel de Géorgie | Primaire Républicaine de 2022 du 11e district congressionnel de Géorgie | Primaire Républicaine de 2022 du 11e district congressionnel de Géorgie | Primaire Républicaine de 2022 du 11e district congressionnel de Géorgie | Primaire Républicaine de 2022 du 11e district congressionnel de Géorgie |
| ----------------------------------------------------------------------- | ----------------------------------------------------------------------- | ----------------------------------------------------------------------- | ----------------------------------------------------------------------- | ----------------------------------------------------------------------- |
| Parti                                                                   | Parti                                                                   | Candidat                                                                | Votes                                                                   | %                                                                       |
|                                                                         | Républicain                                                             | Barry Loudermilk (sortant)                                              | 99 073                                                                  | 100%                                                                    |

| Primaire Démocrate de 2022 du 11e district congressionnel de Géorgie | Primaire Démocrate de 2022 du 11e district congressionnel de Géorgie | Primaire Démocrate de 2022 du 11e district congressionnel de Géorgie | Primaire Démocrate de 2022 du 11e district congressionnel de Géorgie | Primaire Démocrate de 2022 du 11e district congressionnel de Géorgie |
| -------------------------------------------------------------------- | -------------------------------------------------------------------- | -------------------------------------------------------------------- | -------------------------------------------------------------------- | -------------------------------------------------------------------- |
| Parti                                                                | Parti                                                                | Candidat                                                             | Votes                                                                | %                                                                    |
|                                                                      | Démocrate                                                            | Antonio Daza                                                         | 33 470                                                               | 100%                                                                 |

| Élection de 2022 du 11e district congressionnel de Géorgie | Élection de 2022 du 11e district congressionnel de Géorgie | Élection de 2022 du 11e district congressionnel de Géorgie | Élection de 2022 du 11e district congressionnel de Géorgie | Élection de 2022 du 11e district congressionnel de Géorgie |
| ---------------------------------------------------------- | ---------------------------------------------------------- | ---------------------------------------------------------- | ---------------------------------------------------------- | ---------------------------------------------------------- |
| Parti                                                      | Parti                                                      | Candidat                                                   | Votes                                                      | %                                                          |
|                                                            | Républicain                                                | Barry Loudermilk (sortant)                                 | 190 086                                                    | 62,6                                                       |
|                                                            | Démocrate                                                  | Antonio Daza                                               | 113 571                                                    | 37,4                                                       |
| Total des votes                                            | Total des votes                                            | Total des votes                                            | TBD                                                        | 100%                                                       |
|                                                            | Les Républicains conservent                                |                                                            |                                                            |                                                            |

### 2024
| Primaire Républicaine de 2024 du 11e district congressionnel de Géorgie | Primaire Républicaine de 2024 du 11e district congressionnel de Géorgie | Primaire Républicaine de 2024 du 11e district congressionnel de Géorgie | Primaire Républicaine de 2024 du 11e district congressionnel de Géorgie | Primaire Républicaine de 2024 du 11e district congressionnel de Géorgie |
| ----------------------------------------------------------------------- | ----------------------------------------------------------------------- | ----------------------------------------------------------------------- | ----------------------------------------------------------------------- | ----------------------------------------------------------------------- |
| Parti                                                                   | Parti                                                                   | Candidat                                                                | Votes                                                                   | %                                                                       |
|                                                                         | Républicain                                                             | Barry Loudermilk (sortant)                                              | 46 567                                                                  | 86,1                                                                    |
|                                                                         | Républicain                                                             | Michael Pons                                                            | 4912                                                                    | 9,1                                                                     |
|                                                                         | Républicain                                                             | Lori Pesta                                                              | 2629                                                                    | 4,8                                                                     |

| Primaire Démocrate de 2024 du 11e district congressionnel de Géorgie | Primaire Démocrate de 2024 du 11e district congressionnel de Géorgie | Primaire Démocrate de 2024 du 11e district congressionnel de Géorgie | Primaire Démocrate de 2024 du 11e district congressionnel de Géorgie | Primaire Démocrate de 2024 du 11e district congressionnel de Géorgie |
| -------------------------------------------------------------------- | -------------------------------------------------------------------- | -------------------------------------------------------------------- | -------------------------------------------------------------------- | -------------------------------------------------------------------- |
| Parti                                                                | Parti                                                                | Candidat                                                             | Votes                                                                | %                                                                    |
|                                                                      | Démocrate                                                            | Katy Stamper                                                         | 13 615                                                               | 56,6                                                                 |
|                                                                      | Démocrate                                                            | Antonio Daza                                                         | 10 449                                                               | 43,4                                                                 |

| Élection de 2024 du 11e district congressionnel de Géorgie | Élection de 2024 du 11e district congressionnel de Géorgie | Élection de 2024 du 11e district congressionnel de Géorgie | Élection de 2024 du 11e district congressionnel de Géorgie | Élection de 2024 du 11e district congressionnel de Géorgie |
| ---------------------------------------------------------- | ---------------------------------------------------------- | ---------------------------------------------------------- | ---------------------------------------------------------- | ---------------------------------------------------------- |
| Parti                                                      | Parti                                                      | Candidat                                                   | Votes                                                      | %                                                          |
|                                                            | Républicain                                                | Barry Loudermilk (sortant)                                 | 269 849                                                    | 65,6                                                       |
|                                                            | Démocrate                                                  | Antonio Daza                                               | 131 064                                                    | 31,9                                                       |
|                                                            | Démocrate                                                  | Tracey Verhoeven                                           | 10 226                                                     | 2,5                                                        |
| Total des votes                                            | Total des votes                                            | Total des votes                                            | 411 139                                                    | 100%                                                       |
|                                                            | Les Républicains conservent                                |                                                            |                                                            |                                                            |